# 阿列克谢·维克托罗维奇·科尔尼延科
阿列克谢·维克托罗维奇·科尔尼延科（羅馬化：Aleksey Viktorovich Korniyenko；1976年7月22日—）是俄罗斯政治人物，第五、六、七、八届国家杜马代表。
2002年，他开始在乌里扬诺夫斯克国立农业学院担任助理，然后担任高级讲师。同年加入俄罗斯联邦共产党。2003年，他开始在国家杜马机构工作。2006年，他在莫斯科金融与法律学院任教。2007年12月2日，他当选第五届国家杜马代表。 2011年、2016年、2021年分别连任第六届、第七届、第八届国家杜马代表。